# Caterpillar 349

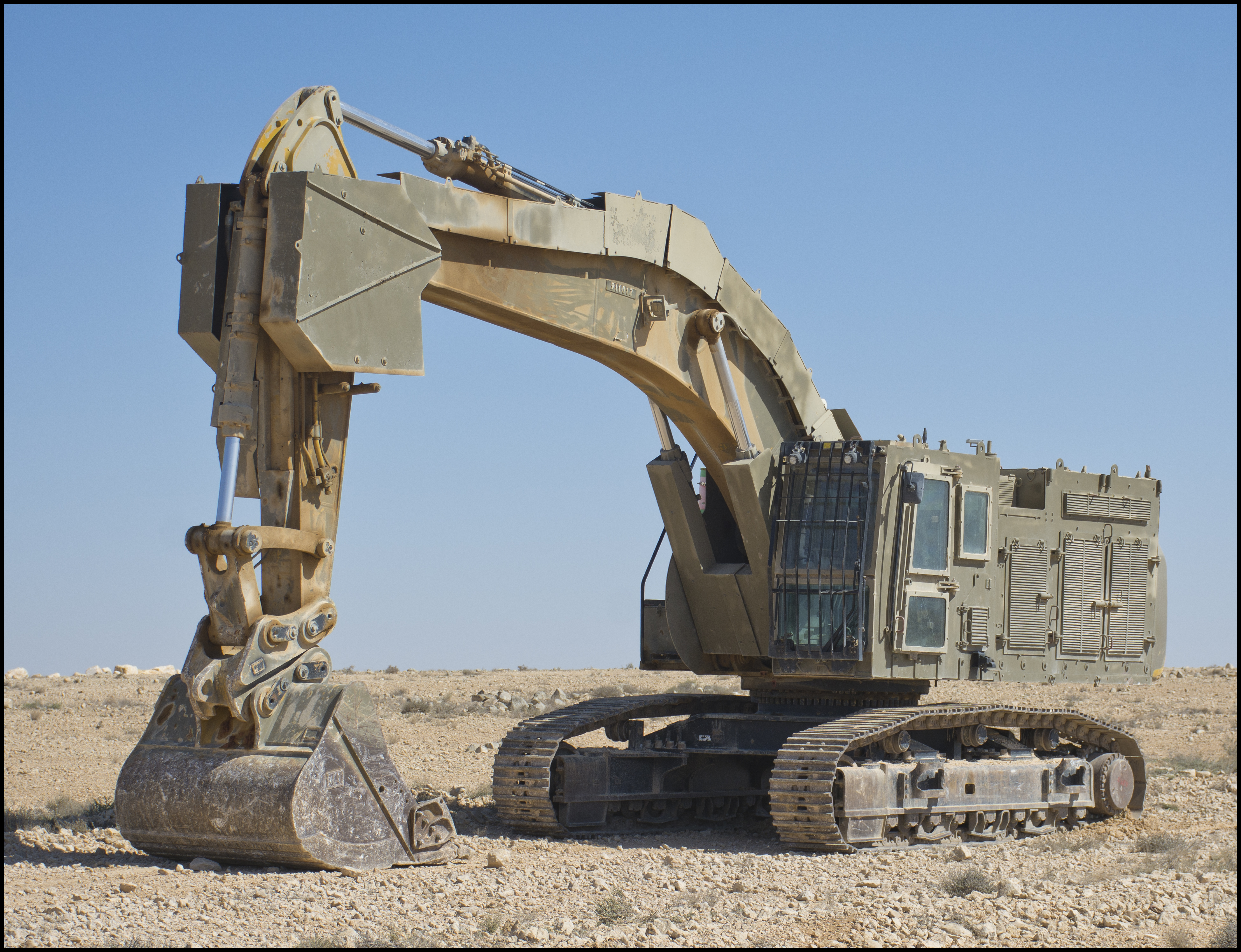
Caterpillar 349E Армии Обороны Израиля

Caterpillar 349 — большой гусеничный экскаватор производства американской компании Caterpillar.
Имеет мощность 396 лошадиных сил, массу около 53 тонн, крутящий момент на стреле 145 килоньютон-метров и глубину копания до 6,5 метров. Этот экскаватор используется для крупных, земляных работ, добычи полезных ископаемых, строительства и сноса зданий. Экскаватор можно заказать в нескольких комплектациях, в которых в зависимости от назначения различаются длина и сила копающей руки, размер ковша, длина и ширина гусениц.

Бронированная версия CAT 349E используется Боевым инженерным корпусом ЦАХАЛа и известна как Е-349. Это самый крупный и современный экскаватор ЦАХАЛа. Его задача — обнаруживать туннели и подземные укрепления противника, разрушать здания и строить укрепления. Бронированный экскаватор впервые был применён в операции «Нерушимая скала» в основном для вскрытия шахт и обнаружения боевых туннелей в секторе Газа вместе с бронированными бульдозерами CAT D9. Также использовался для сноса домов террористов в Иудее и Самарии после волны палестинского терроризма, начавшейся в 2015 году.

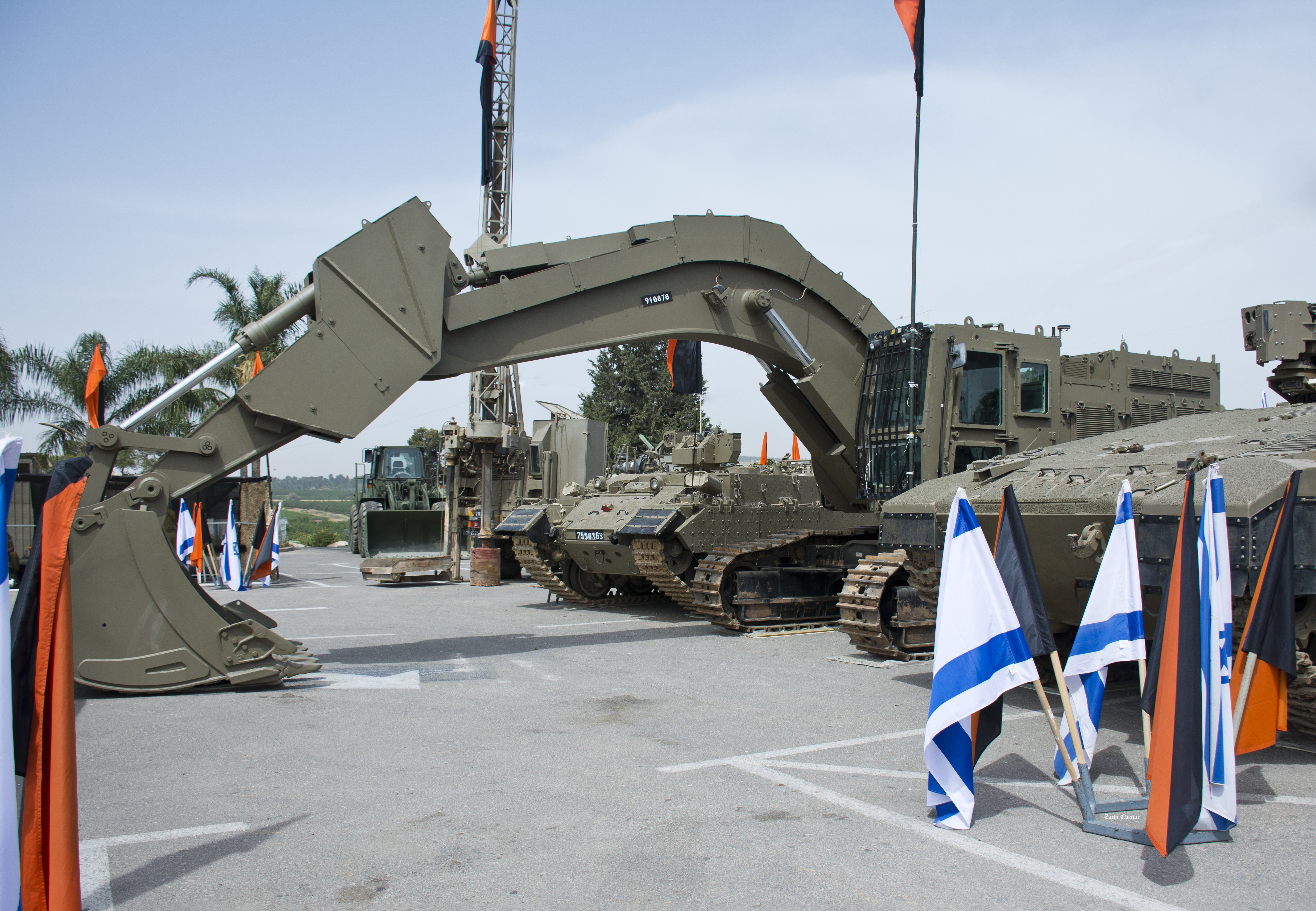
Бронированный экскаватор CAT 349E на выставке Инженерного корпуса в День независимости Израиля в 2017 году.
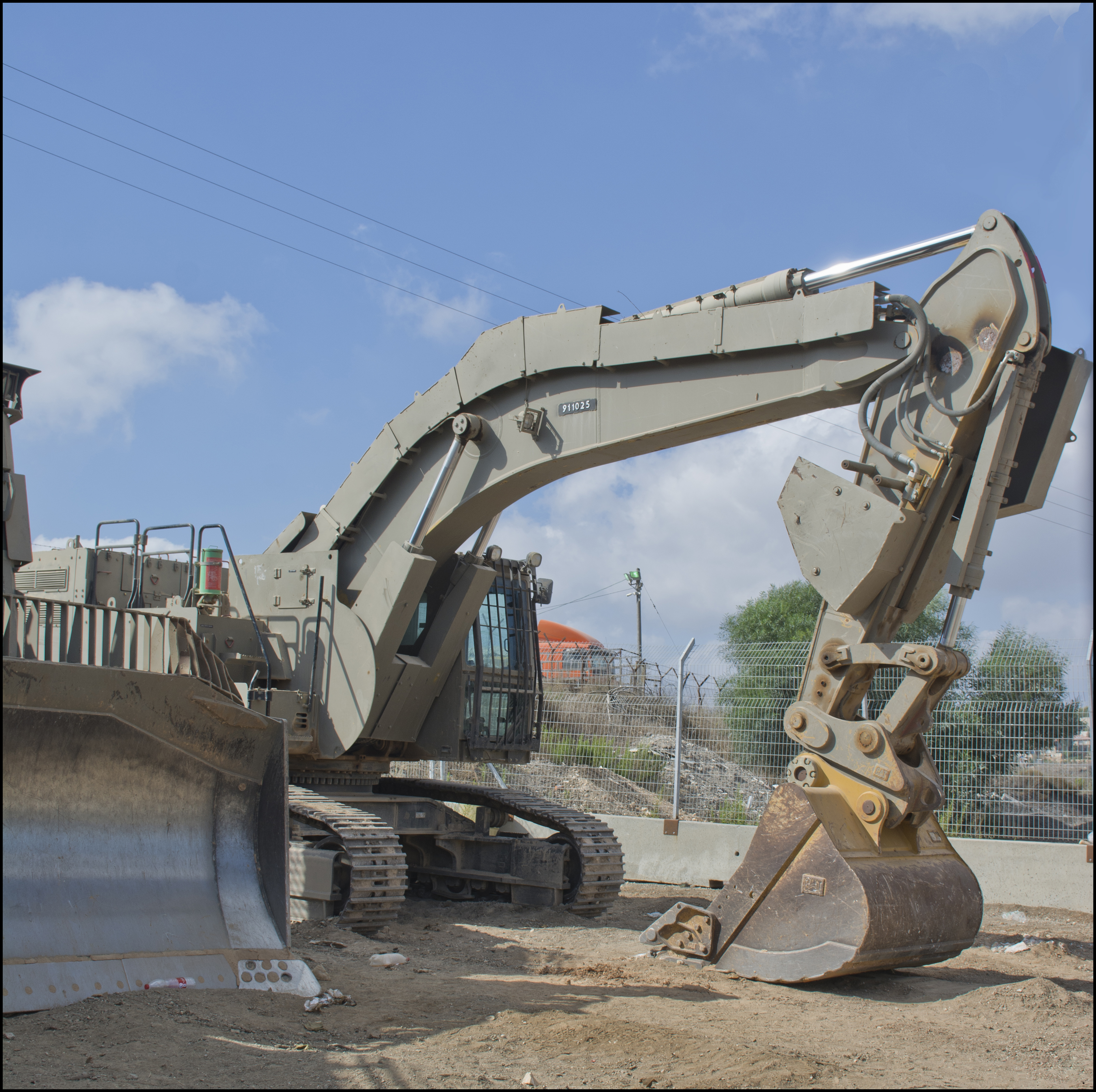
CAT 349E на стоянке Цама
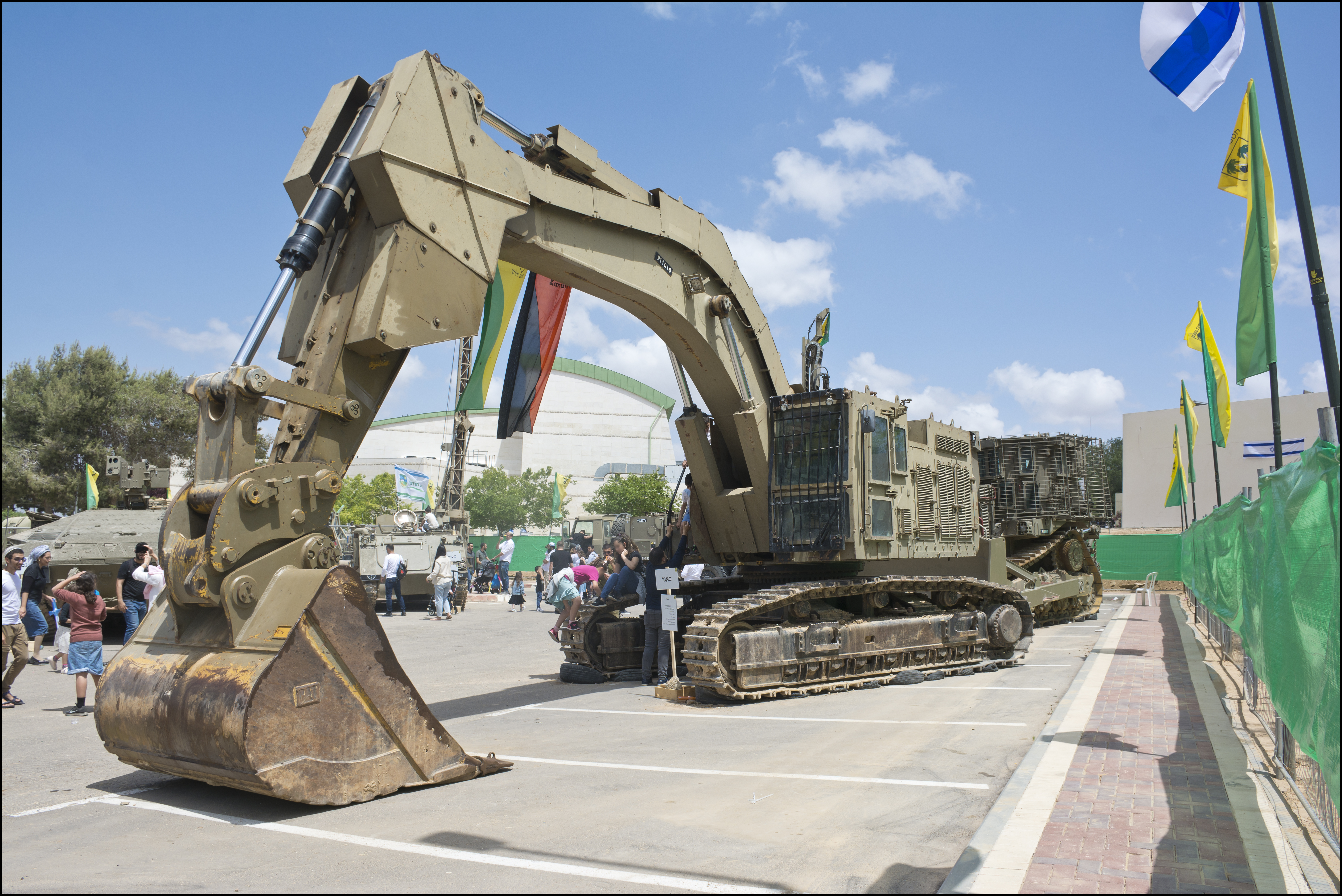
Бронированный экскаватор ЦАХАЛа, 2022 г.